# Aérodrome de Châteauneuf-sur-Cher
L’aérodrome de Châteauneuf-sur-Cher (code OACI : LFFU) est un aérodrome ouvert à la circulation aérienne publique (CAP), situé sur la commune de Serruelles à 5 km à l’est-nord-est de Châteauneuf-sur-Cher dans le Cher (région Centre-Val de Loire, France).
Il est utilisé pour la pratique d’activités de loisirs et de tourisme (aviation légère).

## Installations
L’aérodrome dispose d’une piste en herbe orientée est-ouest (09/27), longue de 800 m et large de 60.
L’aérodrome n’est pas contrôlé. Les communications s’effectuent en auto-information sur la fréquence de 123,500 MHz.
S’y ajoutent :
- une aire de stationnement ;
- des hangars ;
- une station d’avitaillement en carburant (100LL) et en lubrifiant[2].

## Activités
- Créée en 1973, l'Union aérienne de Châteauneuf-sur-Cher dispose de deux avions[3].